# Adelodelphys muizoni
Adelodelphys muizoni — монотипний вид сумчастоподібних ссавців, які мешкали в Північній Америці під час крейдового періоду.